# Carolina Bang
Carolina Herrera Bang (Santa Cruz de Tenerife, 21 september 1985) is een Spaans actrice.

## Filmografie
Uitgezonderd korte films en televisiefilms.
- Biblioteca Nacional de España: XX4997771
- Bibliothèque nationale de France: cb16520439d (data)
- Catàleg d'autoritats de noms i títols de Catalunya: 981058517070906706
- Gemeinsame Normdatei: 1143566912
- International Standard Name Identifier: 0000 0001 2033 791X
- Library of Congress Control Number: no2011173561
- Nationale Bibliotheek van Tsjechië: xx0171283
- Système universitaire de documentation: 156563967
- Virtual International Authority File: 127321921
- WorldCat: E39PBJt3WKGCJHFKPptgj8dG73